# Landudal
Landudal är en kommun i departementet Finistère i regionen Bretagne i västra Frankrike. Kommunen ligger i kantonen Briec som tillhör arrondissementet Quimper. År 2022 hade Landudal 910 invånare.

## Befolkningsutveckling
Antalet invånare i kommunen Landudal
Referens:INSEE